# Guillaume Rivière
Guillaume Rivière (* 15. August 1655 in Montpellier; † 14. Juli 1734 in Lavérune) war ein französischer Arzt und Naturwissenschaftler.

## Leben
Als Sohn des angesehenen und wohlhabenden Drogisten Louis Rivière kam Guillaume Rivière schon früh in den Genuss einer hervorragenden Ausbildung, die ihn zunächst an das Jesuiten-Kolleg seiner Heimatstadt führte. Gut vorbereitet nahm er das Studium der Medizin an der traditionsreichen medizinischen Hochschule von Montpellier (École Médecine) auf. Nach Erlangung des Doktorats begann er – gestützt auf rationale Beobachtung und Experiment – als Arzt zu praktizieren, wobei hervorgehoben wird, dass er zeitlebens auch arme Kranke besucht und mittellose Menschen unentgeltlich behandelt habe. Sein auch als Philosoph bekannter Kollege und Zeitgenosse Julien Offray de La Mettrie erwähnt ihn namentlich als Vertreter der berühmten, modernen Praktiker.
Nach dem Tod von Arnauld Fonsorbe im Jahre 1696 bewarb sich Rivière um die Nachfolge auf dessen Lehrstuhl für Chemie an der Universität Montpellier, doch erhielt mit Antoine Deidier einer der sechs Mitbewerber den Vorzug. 1706 wurde er als eines der insgesamt 15 assoziierten Mitglieder in die neu gegründete Société royale des sciences de Montpellier in die Sektion Chemie berufen, wobei er dieser wissenschaftlichen Gesellschaft bis zu seinem Tode 1734 auch als Schatzmeister (trésorier) diente.
Als Forscher plante Rivière eine Untersuchung aller mineralischen Quellen der Provence, ein Vorhaben, das er jedoch nur zum Teil verwirklichen konnte. Er beschrieb außerdem die Petroleumquelle von Gabian und suchte mit Hilfe chemischer Analysen den Beweis zu führen, dass die als Glossopetren bekannten versteinerten Haizähne keine Naturspiele, sondern organische Überreste von Fischen sind.

## Werke (Auswahl)
- Quaestiones medico-chymico-praticae duodecim. Montpellier 1696. (online bei Google Books)
- Mémoire sur les dents pétrifiées de divers poissons comparées avec les dents des mêmes poissons nouvellement pêchés. In: Histoire de la Société royale des sciences établie à Montpellier avec les mémoires de mathematiques et de physique, tirés des registres de cette société. Bd. 1. Lyon 1766, S. 75–84. (online bei Google Books)
- Mémoire sur quelques singularités du terroir de Gabian, et principalement sur la fontaine de l’huile de pétrole qui y coule. Montpellier 1717. – Nachdruck in: Histoire de la Société royale des sciences établie à Montpellier avec les mémoires de mathematiques et de physique, tirés des registres de cette société. Bd. 1. Lyon 1766, S. 220–240. (online bei Google Books).